# 維多利亞州警察
維多利亞州警察（英文：Victoria Police ），又被稱作維多利亞警察、維州警察，成立於1853年；是澳洲維多利亞州的主要執法機構，隸屬於維多利亞州州政府；是州政府下轄的紀律部隊之一。截止到2019年的12月，維多利亞州警察部共有超過21399名警員，.1484名安保警察（PSO），253名正在接受訓練的預備警員以及3616名文職人員，在包括大墨爾本地區、吉朗、巴拉瑞特、班迪哥等維州城市及鄉村中服務和執法。 這些僱員分佈在全州333個警察局中，警隊2019年的年度預算為30.1億澳元。2018年7月31日至2019年7月18日期間，維多利亞警方共記錄了514398宗罪案，並收到過897016求助電話，是全澳最為龐大以及最為繁忙的警隊之一。

## 職級、收入及福利
| 職級 | 警員 | 一級 警員                                                   | 高級 警員 | 資深 高級 警目 | 警長 | 高級 警長 |
| 徽章 |      | Rank epaulette of a first constable of the Victoria Police. |           |                |      |           |

| 職級 | 宣誓後實習警員 |
| 徽章 |                |

| 職級 | 督察 | 警司 | 警監 | 助理 局長 | 副 局長 | 局長 |
| 徽章 |      |      |      |           |         |      |

已廢棄警銜
| 職級 | 總 督察 | 總 警司 |
| 徽章 |         |         |

### 收入
維州警員的收入統計是根據「公平工作委員會」2023年年度的報告，薪金為年薪平均值，均為澳元。
| 職級         | 每年增長 | 2025年7月1日 - 2027年12月31日 |
| ------------ | -------- | ----------------------------- |
| 警監         | 1 - 4    | $217,497 - $252,543           |
| 警司         | 1–8      | $181,763 - $233,005           |
| 督察         | 1–6      | $160,849 - $195,159           |
| 高級警長     | 1–6      | $146,669 - $169,860           |
| 警長         | 1–6      | $129,901 - $153,839           |
| 資深高級警目 | 13–16    | $113,239 - $129,787           |
| 高級警員     | 5–12     | $96,756 - $ 122,513           |
| 警員         | 1–4      | $79,235 - $96,375             |
| 警校生       | 1        | $57,675 - $63,023             |

安保警員（PSO）
| 職級         | 每年增長 | 2020年7月10日       |
| ------------ | -------- | ------------------- |
| PSO高級警長  | 1–6      | $102,726 - $108,516 |
| PSO警長      | 1–6      | $102,726 - $108,516 |
| 高級安保警員 | 1–10     | $75,280 - $85,475   |
| 一級安保警員 | 3–4      | 72,980 - $74,442    |
| 安保警員     | 1–2      | $69,711 - $71,551   |

### 福利
所有宣誓警員均可享有每年9個星期的帶薪年假（Annual leave），15天的帶薪病假以及多達18%的養老金（ Superannuation ）給付。所有服役超過10年的警隊成員均可享有維州政府的「長期服役獎勵」，這其中就包括有每年可以獲得超過3個月的全薪休假獎勵或6個月的半薪休假獎勵。維州當值警員在一些諸如麥當勞等快餐店就餐時可享有半價的優惠（不包含休班警員）。其他的福利還包含穿戴制服獎金補助、佩戴武器（槍械）獎金補助，隨時待命獎金補助（ON CALL）等。另外所有加班的薪金均為免稅。